# NGC 5978
NGC 5978 ist eine Spiralgalaxie vom Hubble-Typ Sa im Sternbild Waage und etwa 326 Millionen Lichtjahre von der Milchstraße entfernt. 
Sie wurde am 10. Juni 1885 von Francis Leavenworth entdeckt.